# Ben H. Fuller

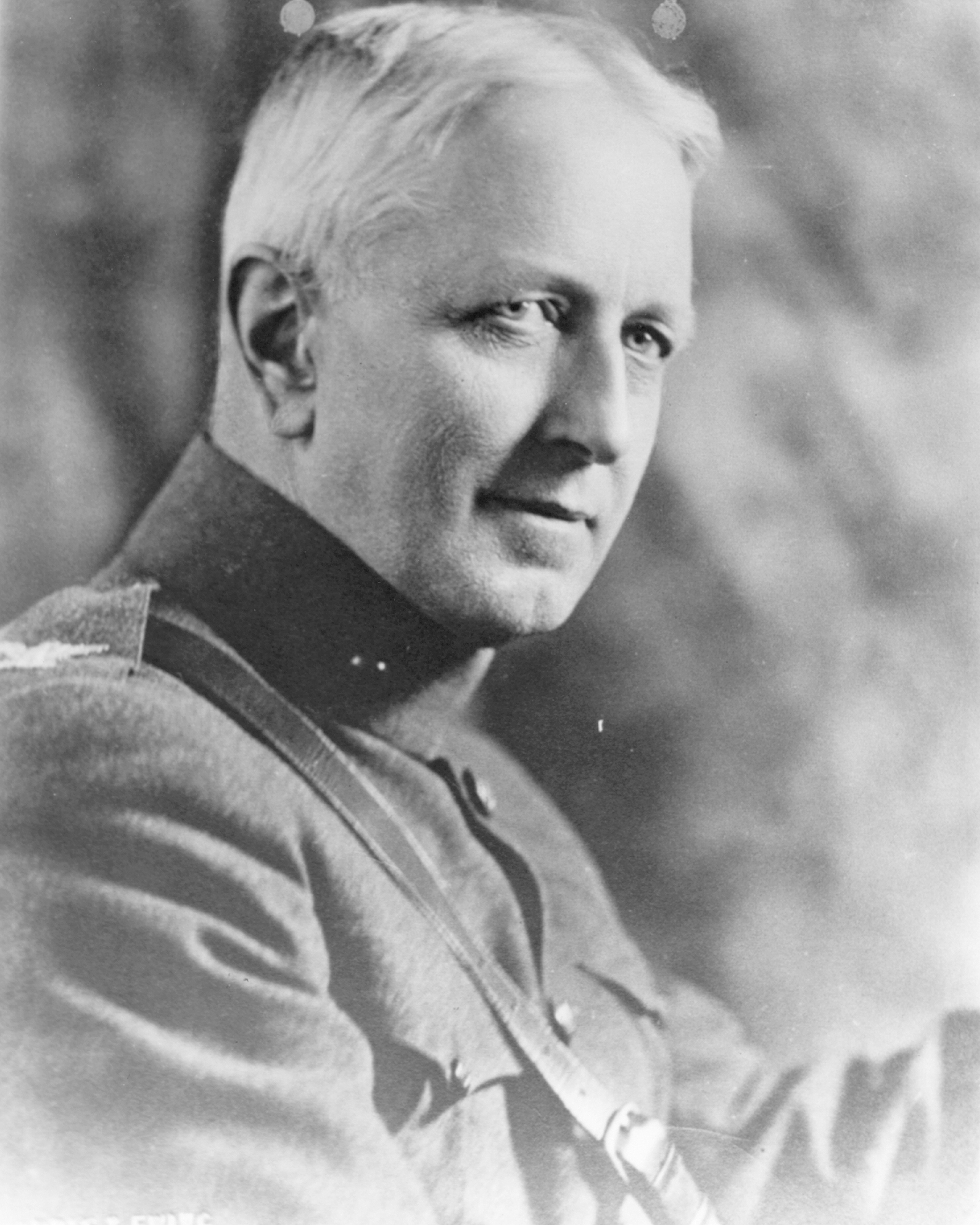
Generalmajor Ben H. Fuller

Ben Hebard Fuller (* 27. Februar 1870 in Big Rapids, Michigan; † 8. Juni 1937 in Washington, D.C.) war ein Major General des United States Marine Corps. Zuletzt diente er als 15. Commandant of the Marine Corps. Daneben war er US-Militärgouverneur der Dominikanischen Republik.

## Leben

### Offizier des US Marine Corps und Militärgouverneur
Fuller trat nach dem Schulbesuch 1889 in die United States Naval Academy ein, nach deren Absolvierung er am 1. Juli 1891 zum Second Lieutenant des United States Marine Corps befördert wurde. Neben sechs weiteren Mitgliedern seines Jahrgangs nahm er am ersten Kurs für Marineoffiziere an der School of Application teil, die Grundlage für die heutige Basic School des Marine Corps ist. Im Anschluss wurde er am 16. März 1893 zum First Lieutenant befördert. Nach seiner Beförderung zum Captain am 3. März 1899 wurde er auf die Philippinen versetzt, wo er während der dortigen Kolonialherrschaft am 8. Oktober 1899 an der Schlacht von Novaleta teilnahm. Im darauffolgenden Jahr wurde er nach China versetzt und nahm dort während des Boxeraufstandes an der Schlacht von Tianjin am 13. Juli 1900 teil.
Nachdem er am 27. Dezember 1903 zum Major befördert wurde, diente er zwischen 1904 und 1906 auf der Marinebasis von Honolulu, im damaligen US-Territorium Hawaii. Später befand er sich im Juni und Juli 1908 auf einem Sondereinsatz einer Expeditionsstreitmacht in Panama und danach dort von August 1908 bis Januar 1910 als Kommandeur des Marinebataillon von Camp Elliott in der Panamakanalzone. Nach seiner Beförderung zum Lieutenant Colonel am 27. Februar 1911 war er zwischen März und Juni 1911 Kommandeur des 3. Marineinfanterieregiments in Camp Meyer auf der Guantanamo Bay Naval Base in Kuba.
Als Lieutenant Colonel befand sich Fuller danach bis 1915 in mehreren Verwendungen in den Vereinigten Staaten und war in dieser Zeit auch Absolvent des Feldoffizierlehrgangs an der Army Service School in Fort Leavenworth, Kansas, sowie des US Army War College.
Im Anschluss daran versah er zwischen Januar 1915 und Juni 1916 Dienst als Offizier des Marine Corps bei der US-Atlantikflotte. Nach seiner Beförderung zum Colonel am 29. August 1916 begann er eine Fortbildung am Naval War College in Newport, Rhode Island.
Am 1. Juli 1918 folgte zunächst seine Benennung zum temporären Brigadier General und im Anschluss daran im August 1918 seine Berufung zum Kommandeur der 2. US-Marinebrigade in der Dominikanischen Republik und blieb auf diesem Posten bis Oktober 1920. Zwischen dem 18. November 1918 und dem 25. Februar 1919 war er als Nachfolger von Rear Admiral Harry Shepard Knapp amtierender US-Militärgouverneur der Dominikanischen Republik. Unter seinem Nachfolger als Militärgouverneur, Rear Admiral Thomas Snowden, war er später zusätzlich von Dezember 1919 bis Oktober 1920 auch Sekretär für Auswärtiges, Inneres, Polizei, Krieg und Marine und behielt damit entscheidende Schlüsselpositionen in der US-Militärverwaltung der Dominikanischen Republik.

### Aufstieg zum Commandant of the Marine Corps
Im November 1920 kehrte er als Generalstabsoffizier an das Naval War College in Newport zurück, an dem er bis Juli 1922 tätig war. Daraufhin war er bis Januar 1923 Kommandeur der Marine Corps School in Quantico, Virginia. Im Januar 1923 wurde er dann Kommandeur der in Port-au-Prince auf Haiti stationierten 1. US-Marinebrigade, wo er bis zum 8. Dezember 1925 tätig war. Auf diesem Dienstposten folgte am 8. Februar 1924 schließlich auch seine Beförderung zum (regulären) Brigadier General. Nach seiner Rückkehr in die Vereinigten Staaten wurde Fuller Präsident des Marines Examing and Retiring Board im Hauptquartier des US Marine Corps, den Marine Barracks Washington. Nach knapp zweieinhalb Jahren in dieser Verwendung wurde er im Juli 1928 zum Assistenten des damaligen Commandant of the Marine Corps, Major General Wendell Cushing Neville, ernannt.
Nach dem Tode von Neville am 8. Juli 1930 wurde er einen Tag später als dessen Nachfolger selbst Commandant und übte dieses Amt bis zum Erreichen des regulären Ruhestandsalters von 64 Jahren am 1. März 1934 aus. Am 7. August 1930 erfolgte seine Beförderung zum Major General. In seine Zeit als Commandant fielen nicht nur Rückzüge aus anderen Staaten, sondern ab 1933 zugleich eine Neuaufstellung der Teilstreitkraft mit der Schaffung der Fleet Marine Force als neue Operationseinheit des US Marine Corps.
Nach seinem Tode wurde er auf dem Friedhof der US Naval Academy in Annapolis neben seinem, während der Schlacht im Wald von Belleau gefallenen Sohn Captain Edward C. Fuller (1893–1918), beigesetzt.
Seine Auszeichnungen umfassen u. a.: die World War I Victory Medal, die Marine Corps Expeditionary Medal mit zwei Sternen, die Nicaraguan Campaign Medal, die Philippine Campaign Medal und die China Relief Expedition Medal, sowie die Medal of Military Merit of Santo Domingo der Dominikanischen Republik und die residential Medal of Merit of Nicaragua von Nicaragua.
Darüber hinaus wurde das 1941 in Dienst genommene Transportschiff der Heywood-Klasse USS Fuller (APA-7) nach ihm benannt.